# Refuge de Bayssellance
Das Refuge de Bayssellance, auch Refuge Adrien Bayssellance, ist eine Schutzhütte der Sektion Bordeaux des Club Alpin Français in den französischen Pyrenäen, auf 2651 m Höhe, am Osthang der Hourquette d’Ossoue, am Fuße der Vignemale. Es ist neben dem Refuge de Tuquerouye die höchste und älteste der bewirtschafteten Pyrenäenhütten.

## Geschichte
Der Name stammt von Adrien Bayssellance, Bürgermeister von Bordeaux und Pyrenäenist, Präsident der Sektion Bordeaux des Club Alpin Français im Jahr 1878, der die Initiative für den Bau im Jahr 1899 ergriff. Wie das zu einem früheren Zeitpunkt erbaute Refuge de Tuquerouye wurde die ursprüngliche Übernachtungshütte aus Stein mit einer massiven spitzbogigen Gewölbekonstruktion (Spitzbodentechnik) erbaut. Es wurden ausschließlich Materialien verwendet, die vor Ort verfügbar waren. Die Hütte hatte nur wenige Fensteröffnungen. Die Baupläne wurden unter Beteiligung von Henry Russell und Henri Vallot (Centralian Engineer, Cousin von Joseph Vallot) entworfen.
Bei den späteren Erweiterungen (zuletzt 2001) wurde entweder in der Länge oder Quere angebaut. Von der ursprünglichen Konstruktion ist nur noch wenig übrig geblieben, aber der ursprüngliche Stil ist erhalten geblieben.

## Zugang
Die Hütte liegt in der Verantwortung der Sektion Bordeaux des Club Alpin Français. Sie bietet 58 Plätze im Sommer und 31 Plätze im Winter und ist von Cauterets über das Vallée de Gaube, dann die Hourquette d’Ossoue von Gavarnie, über das Vallée d’Ossoue zugänglich.
Die Hütte ist die Basis für Ausflüge, Wanderungen in hohe Berge und Gletscher, Bergskilaufen, zum Vignemale Massiv (Normalroute über den Glacier d’Ossoue), zur Petit Vignemale, zur Kreuzung Petit Vignemale–Pique Longue, zur Pic de Sède, zum Montferrat etc. Sie befindet sich auf dem Fernwanderweg GR 10 und dem Pyrenäen-Hochwanderweg.